# Morti nel 1995/Settembre
| Questa pagina contiene informazioni ricavate automaticamente dalle voci biografiche con l'ausilio del template Bio e di un bot. L'aggiornamento è periodico e automatico e ricostruisce completamente la pagina. Se manca una persona in questa lista, sei pregato di non aggiungerla, ma accertati piuttosto che la sua voce biografica contenga il template Bio e che i dati anagrafici siano correttamente compilati. Se il template Bio manca, inseriscilo tu stesso o, in alternativa, metti l'avviso {{tmp\|Bio}} che ne segnala la mancanza. Se i dati riportati sono sbagliati, correggi direttamente la voce biografica; le modifiche saranno visibili in questa lista entro pochi giorni. Per chiarimenti vedi il progetto biografie. La lista contiene solo le 113 persone che sono citate nell'enciclopedia e per le quali è stato implementato correttamente il template Bio. Pagina aggiornata al 18 lug 2025. |

- 1º settembre - Julián Berrendero, ciclista su strada e ciclocrossista spagnolo (n. 1912)
- 1º settembre - Basilio Cabas, calciatore italiano (n. 1931)
- 1º settembre - Franco Escoffiér, giornalista e scrittore italiano (n. 1930)
- 1º settembre - Joseph N. Gallo, mafioso statunitense (n. 1912)
- 1º settembre - Wilhelm Sold, calciatore e allenatore di calcio tedesco (n. 1911)
- 1º settembre - Gino Sopracordevole, canottiere italiano (n. 1904)
- 1º settembre - Benay Venuta, attrice statunitense (n. 1910)
- 1º settembre - Solomon Abramovič Šuster, regista sovietico (n. 1934)
- 2 settembre - Edoardo Bortolotti, calciatore italiano (n. 1970)
- 2 settembre - Václav Neumann, direttore d'orchestra e violista ceco (n. 1920)
- 3 settembre - Pierantonio Sandri, italiano (n. 1976)
- 4 settembre - William Kunstler, avvocato, attivista e poeta statunitense (n. 1919)
- 4 settembre - Fabio Pittorru, sceneggiatore, regista e scrittore italiano (n. 1928)
- 4 settembre - Agostino Zavattini, politico italiano (n. 1928)
- 5 settembre - Milorad Diskić, calciatore jugoslavo (n. 1924)
- 5 settembre - Quinto Ferrari, cantautore italiano (n. 1907)
- 5 settembre - Vinko Golob, calciatore jugoslavo (n. 1921)
- 5 settembre - John Megna, attore statunitense (n. 1952)
- 5 settembre - Ante Nardelli, pallanuotista jugoslavo (n. 1937)
- 5 settembre - Bob O'Shaughnessy, cestista statunitense (n. 1921)
- 5 settembre - Karl Warner, velocista statunitense (n. 1908)
- 6 settembre - Sergio Atzeni, scrittore, giornalista e traduttore italiano (n. 1952)
- 6 settembre - Gianni Caldana, lunghista, ostacolista e velocista italiano (n. 1912)
- 6 settembre - Mary Doran, attrice statunitense (n. 1907)
- 6 settembre - Buster Mathis, pugile statunitense (n. 1943)
- 6 settembre - Luigi Obuel, calciatore italiano (n. 1915)
- 6 settembre - Marco Raviart, annunciatore televisivo e giornalista italiano (n. 1921)
- 6 settembre - Italo Valenti, pittore italiano (n. 1912)
- 7 settembre - Michelangelo Borriello, tiratore a segno e dirigente sportivo italiano (n. 1909)
- 7 settembre - John B. Calhoun, etologo statunitense (n. 1917)
- 7 settembre - Henri Klein, calciatore lussemburghese (n. 1944)
- 7 settembre - Andrea Scaccini, calciatore e allenatore di calcio italiano (n. 1915)
- 8 settembre - Francisco Campos, calciatore e allenatore di calcio spagnolo (n. 1915)
- 8 settembre - José Luis González, calciatore messicano (n. 1942)
- 8 settembre - Erich Kunz, baritono austriaco (n. 1909)
- 8 settembre - Zhang Ailing, scrittrice, saggista e sceneggiatrice cinese (n. 1920)
- 9 settembre - Reinhard Furrer, fisico e astronauta tedesco (n. 1940)
- 9 settembre - Hans Krüsi, pittore svizzero (n. 1920)
- 9 settembre - Erik Nilsson, calciatore svedese (n. 1916)
- 9 settembre - Bela Palfi, calciatore e allenatore di calcio jugoslavo (n. 1923)
- 9 settembre - Paolo Mario Rossi, politico italiano (n. 1921)
- 9 settembre - Akimitsu Takagi, scrittore giapponese (n. 1920)
- 10 settembre - Charles Denner, attore polacco (n. 1926)
- 10 settembre - Derek Meddings, effettista e artista britannico (n. 1931)
- 11 settembre - Georges Canguilhem, filosofo francese (n. 1904)
- 11 settembre - Anita Harding, neurologa irlandese (n. 1952)
- 11 settembre - Kieth O'dor, pilota automobilistico britannico (n. 1962)
- 11 settembre - Arnaldo Santoro, autore televisivo italiano (n. 1932)
- 12 settembre - Jeremy Brett, attore britannico (n. 1933)
- 12 settembre - Grahame Clark, archeologo britannico (n. 1907)
- 12 settembre - Aristóbulo Deambrossi, calciatore argentino (n. 1917)
- 12 settembre - Tom Helmore, attore inglese (n. 1904)
- 12 settembre - Yasutomo Nagai, pilota motociclistico giapponese (n. 1965)
- 12 settembre - Aldo Novarese, grafico italiano (n. 1920)
- 12 settembre - Ernest Pohl, calciatore polacco (n. 1932)
- 13 settembre - Claude Boujon, illustratore e scrittore francese (n. 1930)
- 13 settembre - Eberhard Godt, ammiraglio tedesco (n. 1900)
- 13 settembre - Francesco Messina, scultore italiano (n. 1900)
- 13 settembre - Frank Silva, attore e scenografo statunitense (n. 1950)
- 14 settembre - Gina Mascetti, attrice italiana (n. 1911)
- 14 settembre - Emerson Moore, vescovo cattolico statunitense (n. 1938)
- 14 settembre - Eiji Okada, attore giapponese (n. 1920)
- 14 settembre - Willy Olsen, calciatore norvegese (n. 1921)
- 14 settembre - Harold Shepherdson, allenatore di calcio e calciatore inglese (n. 1918)
- 14 settembre - Arthur Ernest Wilder-Smith, chimico britannico (n. 1915)
- 15 settembre - Dirceu, calciatore brasiliano (n. 1952)
- 15 settembre - Aurelia Gruber Benco, politica e giornalista italiana (n. 1905)
- 15 settembre - Pedro Nolasco, pugile dominicano (n. 1962)
- 15 settembre - Gunnar Nordahl, calciatore e allenatore di calcio svedese (n. 1921)
- 15 settembre - Rien Poortvliet, pittore e disegnatore olandese (n. 1932)
- 15 settembre - Bruno Vincenzi, politico italiano (n. 1923)
- 16 settembre - Angelo Beltaro, calciatore italiano (n. 1906)
- 16 settembre - Otto Haftl, calciatore austriaco (n. 1902)
- 16 settembre - Alessandro Piazza, vescovo cattolico e biblista italiano (n. 1915)
- 17 settembre - Gottfried Bermann Fischer, editore e medico tedesco (n. 1897)
- 17 settembre - Helen Nearing, scrittrice statunitense (n. 1904)
- 17 settembre - Francesco Massimiani, paroliere e musicista italiano (n. 1957)
- 17 settembre - Grady Sutton, attore statunitense (n. 1906)
- 17 settembre - Lucien Victor, ciclista su strada belga (n. 1931)
- 18 settembre - Jean Gol, politico belga (n. 1942)
- 18 settembre - Andrei Apollon Katkoff, vescovo cattolico russo (n. 1916)
- 18 settembre - Oleh Tverdochlib, ostacolista ucraino (n. 1969)
- 19 settembre - Vincenzo Muccioli, imprenditore italiano (n. 1934)
- 19 settembre - Rudolf Peierls, fisico britannico (n. 1907)
- 19 settembre - Giuseppe Perugini, architetto argentino (n. 1914)
- 19 settembre - Maria Maddalena Rossi, politica, antifascista e giornalista italiana (n. 1906)
- 20 settembre - Emmy Albus, velocista tedesca (n. 1911)
- 20 settembre - Giuseppe Guglielmi, traduttore, poeta e bibliotecario italiano (n. 1923)
- 21 settembre - Pio De Berti Gambini, giornalista e autore televisivo italiano (n. 1930)
- 21 settembre - Rudy Perpich, politico statunitense (n. 1928)
- 21 settembre - Irven Spence, animatore statunitense (n. 1909)
- 22 settembre - Raimondo Del Balzo, regista e sceneggiatore italiano (n. 1939)
- 22 settembre - Bruno Junk, marciatore sovietico (n. 1929)
- 23 settembre - Giuseppe Faggin, filosofo, storico della filosofia e insegnante italiano (n. 1906)
- 23 settembre - Giuseppe Farina, calciatore italiano (n. 1927)
- 23 settembre - Fabien Galateau, ciclista su strada e dirigente sportivo francese (n. 1913)
- 23 settembre - Albrecht Unsöld, astrofisico tedesco (n. 1905)
- 25 settembre - Dave Bowen, allenatore di calcio e calciatore gallese (n. 1928)
- 25 settembre - Dorothy Dickson, attrice statunitense (n. 1893)
- 25 settembre - Michele Mancino, politico italiano (n. 1896)
- 25 settembre - Kei Tomiyama, doppiatore e attore giapponese (n. 1938)
- 26 settembre - Giancarlo Agazzi, hockeista su ghiaccio e dirigente sportivo italiano (n. 1933)
- 26 settembre - Oriano Tassinari Clò, giornalista e saggista italiano (n. 1936)
- 27 settembre - Sasha Argov, compositore israeliano (n. 1914)
- 27 settembre - Wilfried Soltau, canoista tedesco (n. 1912)
- 27 settembre - Stefano Villa, poliziotto italiano (n. 1970)
- 28 settembre - Semën Grigor'evič Sokolovskij, attore russo (n. 1921)
- 29 settembre - Alfred Felix Landon Beeston, orientalista e arabista britannico (n. 1911)
- 29 settembre - Susan Fleetwood, attrice britannica (n. 1944)
- 29 settembre - Madalyn Murray O'Hair, attivista statunitense (n. 1919)
- 30 settembre - Jean-Luc Lagarce, attore, regista e scrittore francese (n. 1957)
- 30 settembre - Lev Abramovič Polugaevskij, scacchista sovietico (n. 1934)
- 30 settembre - Bertil von Wachenfeldt, velocista svedese (n. 1909)